# Fugazität
Die Fugazität {\displaystyle z} bzw. {\displaystyle f} ist eine Größe aus der Physik, die je nach Fachgebiet unterschiedlich definiert ist.

## Statistische Physik
In der statistischen Physik, die die Grundlage der Thermodynamik bildet, ist die Fugazität {\displaystyle z} definiert als dimensionslose Funktion des chemischen Potentials {\displaystyle \mu } und der Temperatur {\displaystyle T}:
{\displaystyle z=\mathrm {e} ^{\tfrac {\mu }{k_{\mathrm {B} }\cdot T}}}
mit der Boltzmann-Konstanten {\displaystyle k_{\mathrm {B} }}.
Die Fugazität ist somit gleich der absoluten Aktivität {\displaystyle \lambda }.
Die Fugazität taucht auf als Faktor beim Übergang von der kanonischen Zustandssumme {\displaystyle Z(T,V,N)}, die Systeme mit konstanter Teilchenzahl {\displaystyle N} beschreibt, zur großkanonischen Zustandssumme {\displaystyle \Xi (T,V,\mu )}, die zur Beschreibung von Systemen mit variabler Teilchenzahl geeignet ist:
{\displaystyle \Xi (T,V,\mu )=\sum _{N=0}^{\infty }{z^{N}\cdot Z(T,V,N)}}

## Thermodynamik
In der Thermodynamik ist die Fugazität {\displaystyle f} eine intensive Zustandsgröße, die die Einheit des Druckes (z. B. Pascal) hat. Sie wurde von Gilbert Newton Lewis zunächst als "escaping tendency" eingeführt; der Name wurde von ihm selbst zu "fugacity" abgekürzt. Sie beschreibt die Tendenz eines Stoffes, eine Phase zu verlassen (fugare, lat. "fliehen").

### Definition
Die Fugazität wird über die Druckabhängigkeit der spezifischen Gibbs-Energie {\displaystyle g} eingeführt.
Für ein ideales Gas gilt (aufgrund seiner Zustandsgleichung und der Fundamentalgleichung der Gibbs-Energie) bei einer isothermen Zustandsänderung eines Druckes {\displaystyle p^{0}} zu {\displaystyle p}:
{\displaystyle g^{id}(T,p)-g^{id}(T,p^{0})=RT\cdot \ln {\frac {p}{p^{0}}}}
mit
- der Gaskonstanten {\displaystyle R}
- dem natürlichen Logarithmus {\displaystyle \ln }.

Die Fugazität wird so definiert, dass bei einem realen Fluid gilt (mit einer beliebigen Referenz-Fugazität {\displaystyle f^{0}}):
{\displaystyle g(T,p)-g(T,p^{0})=RT\cdot \ln {\frac {f}{f^{0}}}}
Wird die erste Gleichung von der zweiten abgezogen, so erhält man:
{\displaystyle g(T,p)-g^{id}(T,p)-(g(T,p^{0})-g^{id}(T,p^{0}))=RT\cdot \ln \left({\frac {f}{f^{0}}}\cdot {\frac {p^{0}}{p}}\right)}
Wenn man den Referenzdruck (Index 0) nun gegen null gehen lässt, verschwindet der Unterschied zwischen realer und idealer Gibbs-Energie, auf der rechten Seite gehen Referenz-Fugazität und -druck ineinander über:
{\displaystyle {\begin{aligned}p^{0}\to 0:&g(T,p^{0})\approx g^{id}(T,p^{0});\quad f^{0}\approx p^{0}\\\Rightarrow &g(T,p)-g^{id}(T,p)=RT\cdot \ln {\frac {f}{p}}\end{aligned}}}
Statt der Fugazität wird häufiger der dimensionslose Fugazitätskoeffizient verwendet:
{\displaystyle \phi ={\frac {f}{p}},}
der in Mehrstoffsystemen über den Partialdruck {\displaystyle y_{i}\cdot p} definiert wird ({\displaystyle y_{i}} ist der Stoffmengenanteil):
{\displaystyle \phi _{i}={\frac {f_{i}}{y_{i}\cdot p}}}
Über die Beziehung
{\displaystyle \int _{0}^{p}\left(v-{\frac {RT}{\hat {p}}}\right)\mathrm {d} {\hat {p}}=RT\cdot \ln \phi }
mit
- dem spezifischen Volumen {\displaystyle v}

kann die Fugazität aus Messwerten oder mit einer Zustandsgleichung berechnet werden.

### Kriterium für Phasengleichgewichte
Die Fugazität ist wie das chemische Potential ein Kriterium für ein Phasengleichgewicht: ist die Fugazität einer Komponente {\displaystyle i} in allen vorliegenden Phasen gleich (aber nicht die Fugazität verschiedener Komponenten in derselben Phase), so stehen diese Phasen im Gleichgewicht:
{\displaystyle f_{i}^{\mathrm {Ph1} }=f_{i}^{\mathrm {Ph2} }}
Aus dieser Bedingung lässt sich folgende Beziehung für Dampf-Flüssig-Gleichgewichte ableiten, mit der sich z. B. Phasendiagramme bei der Auslegung von Rektifikationskolonnen berechnen lassen und die daher von großer Bedeutung in der Verfahrenstechnik ist:
{\displaystyle x_{i}\cdot \gamma _{i}\cdot \phi _{i}^{s}\cdot p_{i}^{s}\cdot \exp {\left(\int _{{p}_{i}^{s}}^{p}{{\frac {{v}_{i}^{L}}{RT}}\operatorname {d} \!p}\right)}=\underbrace {\phi _{i}^{v}\cdot y_{i}\cdot p} _{f_{i}^{\mathrm {Dampf} }}}
Dabei stehen 
- {\displaystyle x_{i}} für den Molenbruch eines Stoffes in der flüssigen Phase
- {\displaystyle y_{i}} für den Molenbruch eines Stoffes in der Dampfphase
- {\displaystyle \gamma _{i}} für den Aktivitätskoeffizient. Dieser kann aus gE-Modellen für die Exzess-Gibbs-Energie, beispielsweise mit UNIFAC, berechnet werden.
- {\displaystyle p_{i}^{s}} für den Dampfdruck des reinen Stoffes.

Mit dem Exponentialterm, dem Poynting-Faktor, wird die Abweichung vom Dampfdruck berücksichtigt; er liegt oft sehr nahe bei Eins und wird dann vernachlässigt. Der Fugazitätskoeffizient auf der rechten Seite berücksichtigt die Nichtidealität der Dampfphase.